# Heliconia pardoi
Heliconia pardoi är en enhjärtbladig växtart som beskrevs av Abalo och G.Morales. Heliconia pardoi ingår i släktet Heliconia och familjen Heliconiaceae. Inga underarter finns listade.